# Bronisław Prugar-Ketling

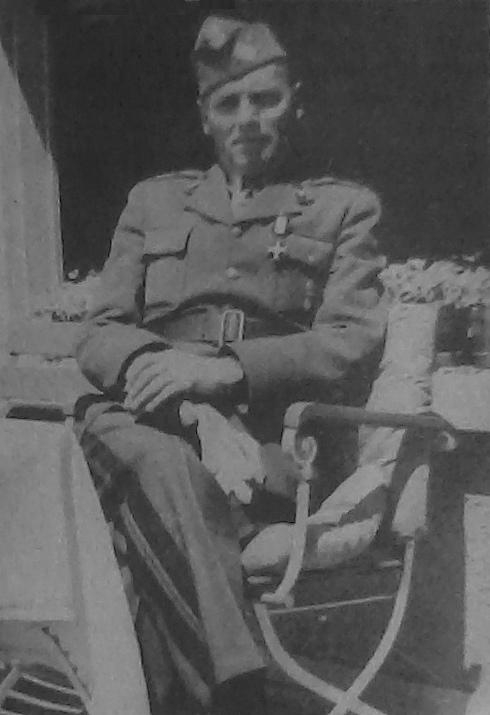
Gen. Bronisław Prugar-Ketling

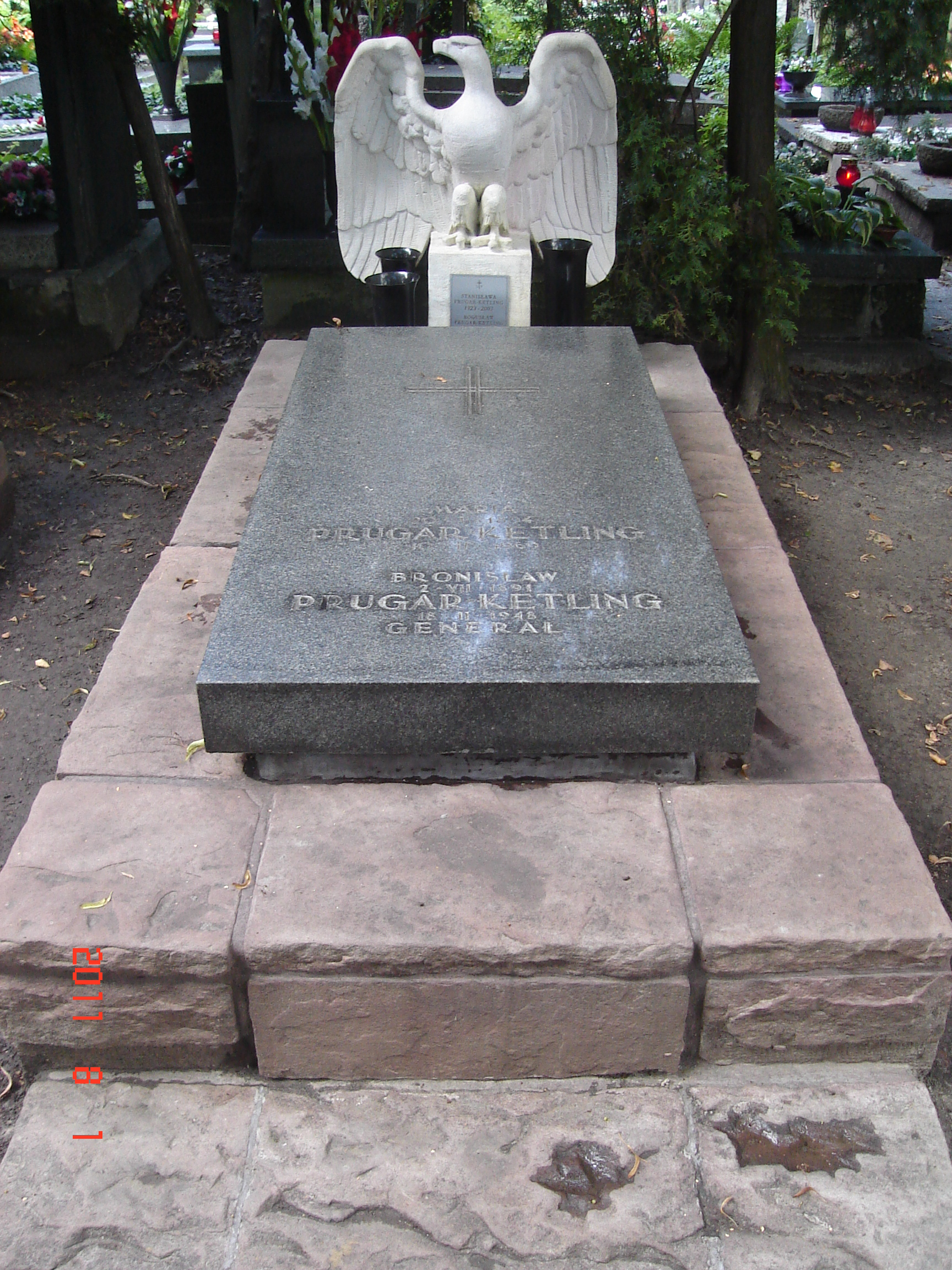
Grób Bronisława Prugara-Ketlinga

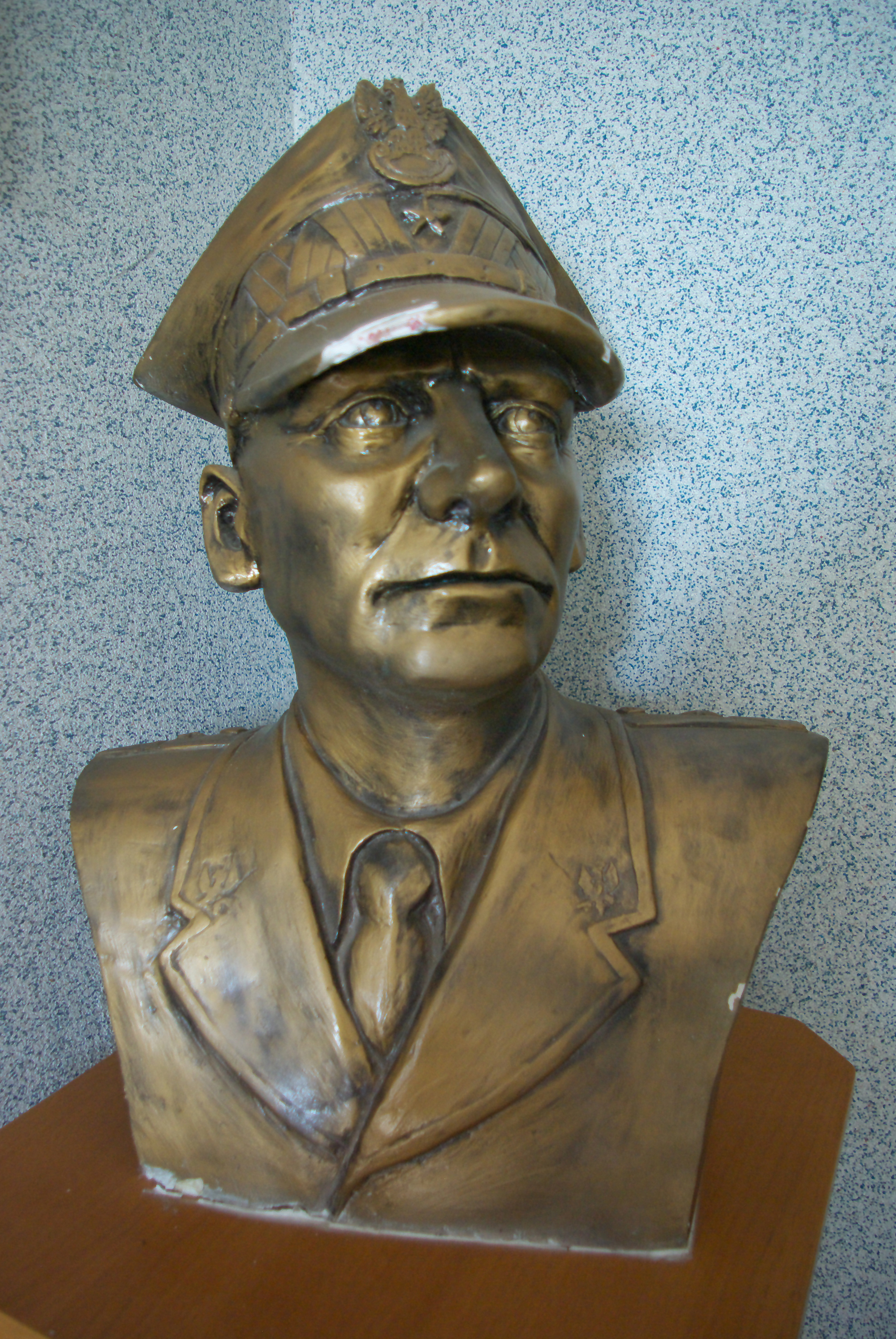
Popiersie Bronisława Prugara-Ketlinga w sanockim ratuszu

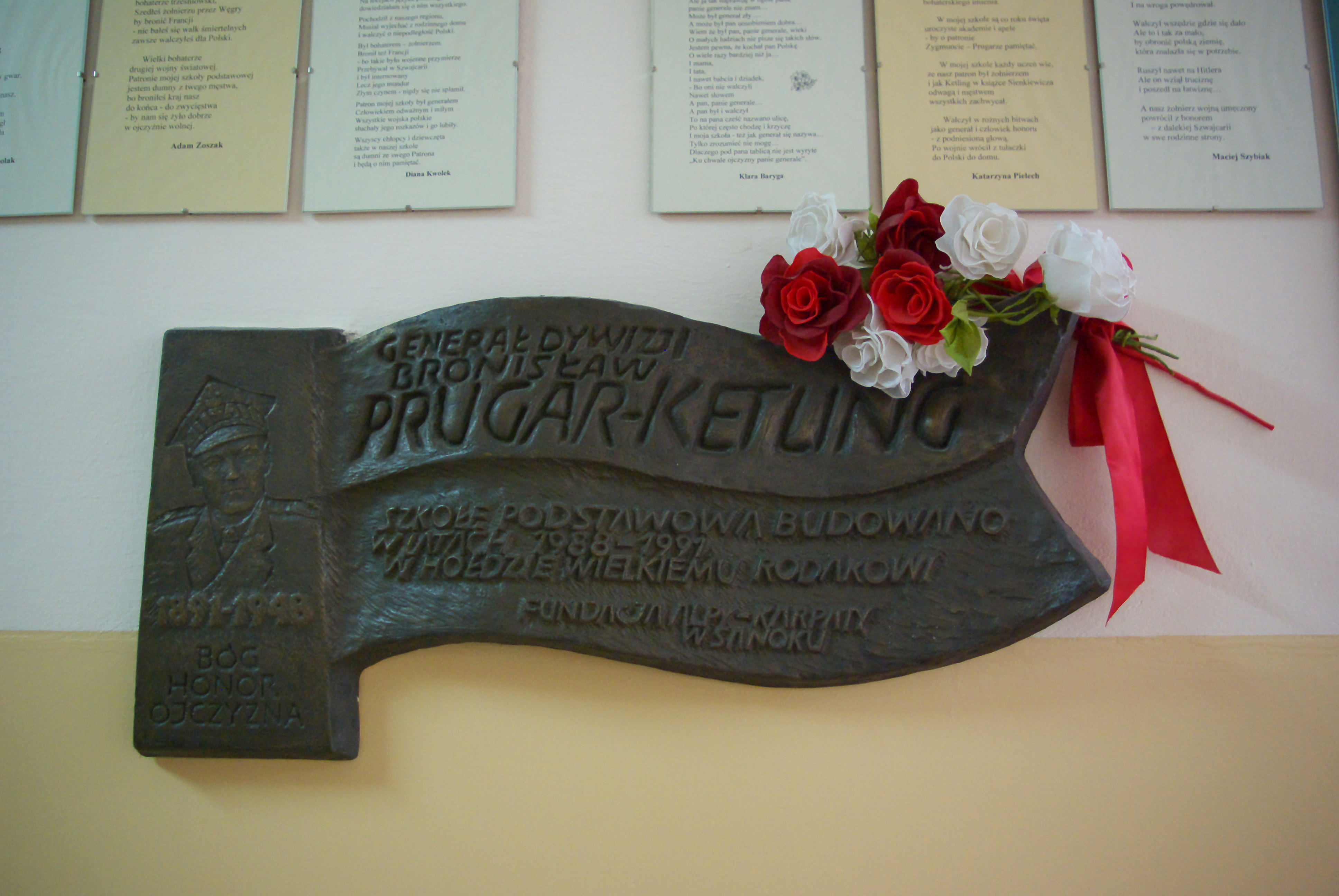
Tablica upamiętniająca generała w Szkole Podstawowej nr 1 jego imienia w Sanoku

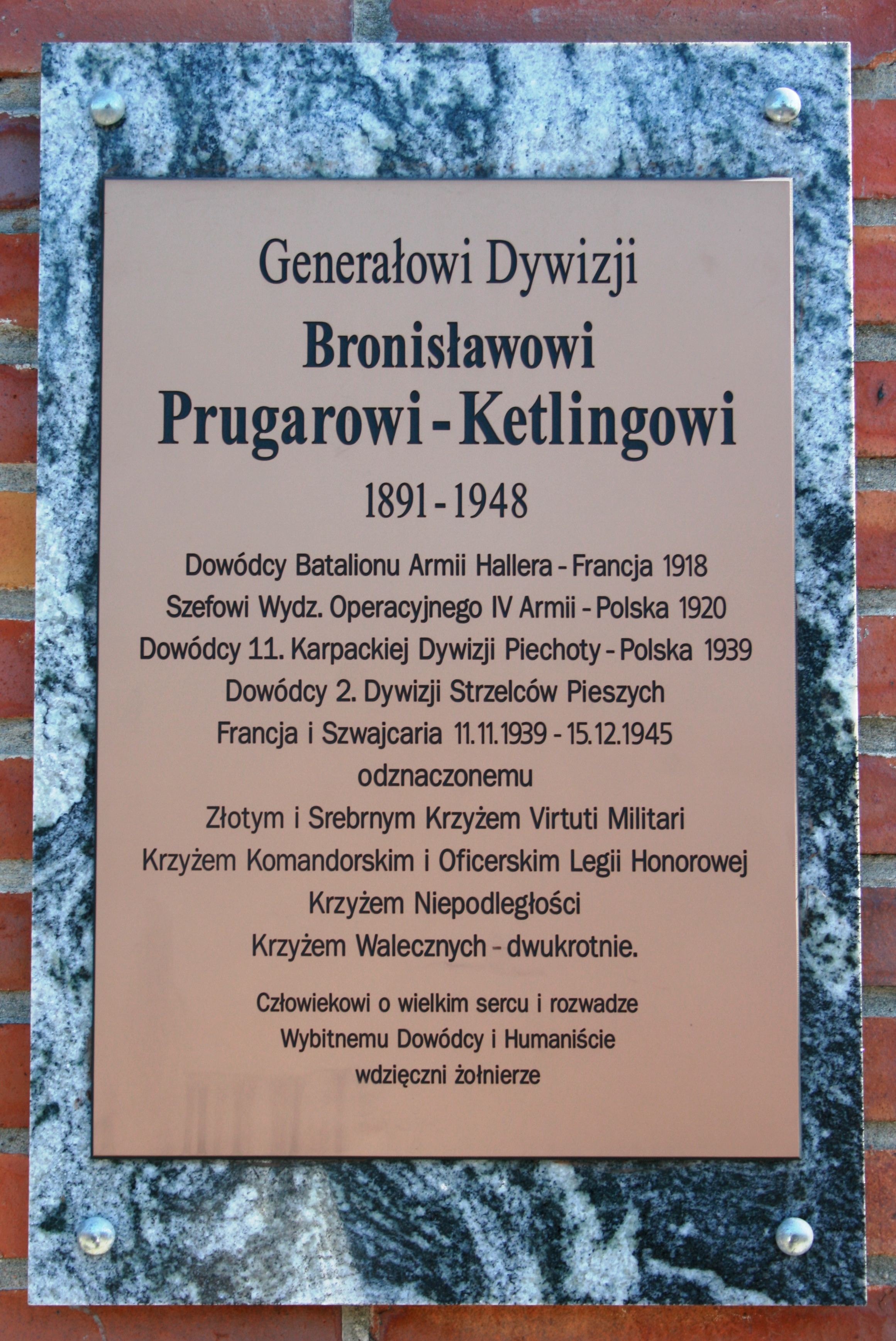
Tablica pamiątkowa na Cmentarzu Wojskowym na Powązkach

Bronisław Prugar-Ketling (ur. 2 lipca 1891 w Trześniowie, zm. 18 lutego 1948 w Warszawie) – generał dywizji Wojska Polskiego.

## Życiorys

### Pochodzenie, młodość i edukacja
Pochodził z rodziny Prugarów, osiadłej w Trześniowie ok. XV wieku. Urodził się 2 lipca 1891 w Trześniowie, w rodzinie Karola, rolnika, i Ludwiki z Rymarowiczów. Miał siostry: Bronisławę po mężu Kołodziej i Anielę po mężu Madej. Po śmierci ojca był wychowywany przez stryja Wojciecha, księdza, wieloletniego proboszcza parafii Trójcy Przenajświętszej w Babicach. Uczył się w szkole podstawowej w Jaćmierzu. W 1910 zdał egzamin dojrzałości w C.K. Gimnazjum Męskim w Sanoku (w jego klasie byli m.in. Józef Hukiewicz, Władysław Kubala, Stefan Mozołowski, Antoni Nahurski). Po zdaniu matury odbył służbę wojskową w wymiarze jednego roku. Przed I wojną światową od 1910 do 1914 studiował na Wydziale Prawa i Umiejętności Politycznych Uniwersytetu Franciszkańskiego we Lwowie.

### Działalność niepodległościowa
W młodości w rodzinnym Trześniowie założył Drużyny Bartoszowe, którym był naczelnikiem. Ponadto założył kilka drużyn DB w powiatach sanockim, brzozowskim, przemyskim. W 1913 ukończył dwa kursy wojskowe (w Brzuchowicach i Dublanach), po czym mianowany rotnikiem i podchorążym. Następnie był rotnikiem także w Sanockiej Chorągwi Drużyn Bartoszowych, założonej 3 sierpnia 1911. Był instruktorem DB w powiatach sanockim, brzozowskim i przemyskim. Został mianowany przez komisarza Chorągwi Sanockiej DB Bronisława Tustanowskiego na stopień podchorążego.
W czasie I wojny światowej służył w c. i k. armii. Jego oddziałem macierzystym był pułk piechoty nr 89. Na stopień podporucznika został mianowany ze starszeństwem z 1 stycznia 1916 w korpusie oficerów rezerwy piechoty. Został dwukrotnie ranny, w 1916 dostał się do niewoli rosyjskiej. Po ucieczce z niewoli w 1917, wstąpił do Polskiej Organizacji Wojskowej, w wyniku choroby został ewakuowany, przedostał się przez Murmańsk i Anglię do Francji. Tam w 1918 wstąpił do Armii Hallera i dostąpił stopnia kapitana. Od lipca do listopada tego roku był dowódcą kompanii, a następnie dowódcą III batalionu 2 pułku strzelców polskich (po powrocie do kraju przemianowanym na 44 pułk piechoty Strzelców Kresowych).

### Służba w Wojsku Polskim
W 1919 wraz z armią Hallera powrócił do niepodległej II Rzeczypospolitej. Na czele batalionu wziął udział w wojnie polsko-bolszewickiej. Po wojnie zrezygnował z doktoryzowania się z prawa.
2 stycznia 1920 został słuchaczem II Kursu Wojennej Szkoły Sztabu Generalnego. W połowie kwietnia 1920 skierowany został na front celem odbycia praktyki sztabowej. Pełnił obowiązki szefa Oddziału Operacyjnego w Sztabie Grupy Operacyjnej płk. szt. gen. Józefa Rybaka, która wchodziła w skład 3 Armii gen. por. Edwarda Śmigłego-Rydza. Następnie kierował Oddziałem III Operacyjnym sztabu 4 Armii gen. Leonarda Skierskiego.
W okresie od stycznia do września 1921 kontynuował naukę w Wyższej Szkole Wojennej. Po ukończeniu kursu i otrzymaniu tytuł oficera Sztabu Generalnego został przydzielony do 2 Dywizji Górskiej w Przemyślu na stanowisko szefa sztabu. 15 października 1924 został przeniesiony do Dowództwa Okręgu Korpusu Nr X w Przemyślu na stanowisko szefa Oddziału Ogólnego. Następnie pełnił służbę na stanowisku szefa Oddziału Ogólnego i szefa sztabu Dowództwa Okręgu Korpusu Nr IX w Brześciu. W maju 1927 został przeniesiony do 34 pułku piechoty w Białej Podlaskiej na stanowisko zastępcy dowódcy pułku. W lipcu 1929 został przeniesiony do 45 pułku piechoty Strzelców Kresowych w Równem na stanowisko dowódcy pułku. Od października 1935 do października 1938 był szefem Departamentu Piechoty Ministerstwa Spraw Wojskowych w Warszawie. Od października 1938 do sierpnia 1939 był dowódcą piechoty dywizyjnej 11 Karpackiej Dywizji Piechoty w Stanisławowie.
W czasie kampanii wrześniowej dowodził 11 Karpacką Dywizją Piechoty w składzie Armii „Karpaty”. Dowodzona przez niego dywizja wsławiła się m.in. rozbiciem w nocnym uderzeniu zmotoryzowanego pułku SS „Germania”.
Uniknął niewoli niemieckiej. Przez Węgry przedostał się do Francji, gdzie 11 listopada 1939 został powołany na stanowisko dowódcy 2 Dywizji Strzelców Pieszych. Razem z płk. dypl. Stanisławem Maczkiem został awansowany na generała brygady ze starszeństwem z dniem 15 września 1939.
Na czele dywizji uczestniczył w kampanii francuskiej 1940, z którą walczył w maju i czerwcu 1940 w składzie 45 Korpusu Francuskiego. Dywizja została skierowana na tereny południowo-wschodniej Francji, brała udział m.in. w bitwie o wzgórza Clos du Doubs w Alzacji. Z rozkazu gen. Władysława Sikorskiego 19/20 czerwca 1940 Prugar-Ketling przekroczył granicę Szwajcarii wraz z większością swych wojsk (ok. 12 tys. żołnierzy) i resztę wojny spędził na internowaniu. W tym czasie dbał o morale wojskowe i zwartość oddziałów, a także rozwój osobisty żołnierzy, tworząc w obozach wyższe uczelnie, liceum, gimnazjum, kursy zawodowe. Z jego inicjatywy zorganizowano kadrę dydaktyczną (kierował nią również pochodzący z Sanoka, Adam Vetulani), dzięki której wielu żołnierzy i oficerów zdało maturę, kończyło kursy zawodowe, a ponadto także doktoraty i habilitacje. Dewizą generała było w tym czasie powiedzenie: Nauka dla Polski, praca dla Szwajcarii. Podczas internowania w Szwajcarii spisał wspomnienia z okresu kampanii wrześniowej pod tytułem Aby dochować wierności.

### Służba w ludowym Wojsku Polskim
W połowie 1945 podporządkował się Tymczasowemu Rządowi Jedności Narodowej i jesienią tego roku powrócił do Polski. Pełnił funkcje szefa Gabinetu Naczelnego Dowódcy i Ministra Obrony Narodowej, marszałka Polski Michała Roli-Żymierskiego, następnie był przewodniczącym Komisji Delimitacyjnej dla spraw granicy wschodniej, później przewodniczącym Studiów Granicznych, a na koniec szefa Departamentu Piechoty i Kawalerii MON oraz szefa Departamentu Wyszkolenia Bojowego Dowództwa Wojsk Lądowych. 21 lipca 1947 awansowany na stopień generała dywizji.
Zmarł 18 lutego 1948 w wieku 57 lat. Został pochowany w Alei Zasłużonych na Cmentarzu Wojskowym na Powązkach w Warszawie 20 lutego 1948 (kwatera A25-tuje-22).
Mimo awansów dokonanych w Polsce Ludowej, trzy lata po śmierci Bronisława Prugara-Ketlinga, jego osoba została wymieniona w tzw. procesie generałów jako organizator antypaństwowego spisku grupy wyższych oficerów Wojska Polskiego.

## Życie prywatne
16 października 1920 w Sanoku poślubił nauczycielkę Marię Annę (ur. 1894, córkę szewca z Sanoka, Antoniego Borczyka, siostrę Czesława), która także należała do Drużyn Bartoszowych. Mieli synów Bogusława (1926-2005) i Zygmunta (1928-2025).

## Upamiętnienie
W 1990 ukazały się wspomnienia gen. Bronisława Prugara-Ketlinga pt. Aby dochować wierności (Wspomnienia z działań 11 Karpackiej Dywizji Piechoty).
W sanockiej dzielnicy Błonie imieniem generała Bronisława Prugara-Ketlinga nazwano ulicę w maju 1988, a w powiązaniu z jego działalnością druga ulica została nazwana Aleja Szwajcarii. Budowanej od 1988 Szkole Podstawowej nr 9, działającej od 1991, w dniu 2 czerwca 1993 nadano patronat generała Bronisława Prugara-Ketlinga (w 2001 przemianowana na SP nr 1) (decyzję podjęto w kwietniu 1988, akt erekcyjny wmurowano 30 maja 1988). Obecnie szkoła znajduje się pod adresem Aleja Szwajcarii 5. W budynku szkoły została umieszczona tablica pamiątkowa pamięci generała; inskrypcja głosi: 1891–1947 Bóg Honor Ojczyzna. Generał dywizji Bronisław Prugar-Ketling. Szkołę podstawową budowano w latach 1988–1991 w hołdzie wielkiemu rodakowi. Fundacja Alpy-Karpaty w Sanoku. Z okazji 20-lecia istnienia szkoły w 2011 przy budynku szkoły został zasadzony klon pospolity nazwany „Generał”. W budynku sanockiego ratuszu przy ulicy Rynek 1 znajduje się popiersie Bronisława Prugara-Ketlinga.
W październiku 1973 w Szkole Podstawowej w Trześniowie ustanowiono tablicę pamiątkową ku czci 26 mieszkańców miejscowości poległych podczas wojny, jednocześnie honorującą gen. Prugara-Ketlinga. 13 września 1997 Szkoła Podstawowa w Trześniowie otrzymała patronat generała Bronisława Prugara-Ketlinga.
W 2006 ukazała się książka pt. Generał Bronisław Prugar-Ketling. Wspomnienia syna autorstwa syna generała, Zygmunta Prugara-Ketlinga.
Trzyletnia wnuczka generała, Alicja, 21 września 2012 dokonała odsłonięcia pomnika „Dla Nich” na murze kwatery 1 Samodzielnej Brygady Spadochronowej na Cmentarzu Wojskowym na Powązkach, poświęconego Żołnierzom Polskich Sił Zbrojnych na Zachodzie.
Decyzją Nr 185/MON Ministra Obrony Narodowej z dnia 5 listopada 2019 gen. dyw. Bronisław Prugar-Ketling został patronem 22 Karpackiego Batalionu Piechoty Górskiej.

## Awanse
- podporucznik – 1 stycznia 1916 w korpusie oficerów rezerwy piechoty c. i k. armii[17]
- porucznik – 1918
- kapitan – 1918
- major – 3 maja 1922 zweryfikowany ze starszeństwem z dniem 1 czerwca 1919 i 347. lokatą w korpusie oficerów piechoty[53]
- podpułkownik – 1 grudnia 1924 ze starszeństwem z dniem 15 sierpnia 1924 i 95. lokatą w korpusie oficerów piechoty[54]
- pułkownik – 10 grudnia 1931 ze starszeństwem z dniem 1 stycznia 1932 i 5. lokatą w korpusie oficerów piechoty[55]
- generał brygady – ze starszeństwem z dniem 15 września 1939 w korpusie generałów we Francji przez gen. Władysława Sikorskiego[56]
- generał dywizji – 21 lipca 1947[56]

## Ordery i odznaczenia
- Krzyż Złoty Orderu Wojennego Virtuti Militari (1940)[2][57]
- Krzyż Srebrny Orderu Wojskowego Virtuti Militari (1921)[58][2]
- Krzyż Komandorski Orderu Odrodzenia Polski (1 października 1946)[59][2]
- Krzyż Niepodległości (25 lipca 1933)[60][2]
- Krzyż Oficerski Orderu Odrodzenia Polski (7 listopada 1925)[61][2]
- Order Krzyża Grunwaldu III klasy (6 września 1946)[62]
- Krzyż Walecznych (dwukrotnie: 1920)[2]
- Złoty Krzyż Zasługi (dwukrotnie: 10 listopada 1928[63][64], 10 listopada 1938[65])[2]
- Medal Pamiątkowy za Wojnę 1918–1921
- Złota Odznaka Honorowa Ligi Obrony Powietrznej i Przeciwgazowej I stopnia[66]
- Państwowa Odznaka Sportowa[67]
- Krzyż Komandorski Orderu Legii Honorowej (Francja)[2]
- Krzyż Oficerski Orderu Legii Honorowej (Francja, 1932)
- Krzyż Wojenny (dwukrotnie: Francja; pierwszy raz w 1918)
- Krzyż Wojskowy (Wielka Brytania)
- Srebrny Medal Waleczności 1 klasy (Austro-Węgry)[16]
- Medal Zwycięstwa („Médaille Interalliée”)